# Menschenrechtssituation in Nordkorea
Die Menschenrechtssituation in Nordkorea (DVRK) ist kritisch.
Nordkorea zählt zwar zu den Unterzeichnerstaaten des Internationalen Pakts über bürgerliche und politische Rechte sowie des Pakts über wirtschaftliche, soziale und kulturelle Rechte, gleichwohl werden dem Staat regelmäßig schwerwiegende Verstöße gegen die Menschenrechte von den Vereinten Nationen, dem Europäischen Parlament und diversen Menschenrechtsorganisationen, wie zum Beispiel Amnesty International, PSCORE und Human Rights Watch vorgeworfen. In vielen Rankings – etwa solchen, die den Grad der Demokratie oder die Pressefreiheit eines Staates betreffen – liegt Nordkorea weltweit auf den letzten Plätzen. Es gilt als das restriktivste aller heute existierenden totalitären Systeme.

## Historisch-politischer Hintergrund
Die Gründe für die Entwicklung des heutigen politischen Systems in Nordkorea gehen zurück in die Zeit der japanischen Kolonialherrschaft. Gegen Ende des Zweiten Weltkrieges kamen US-amerikanische und sowjetische Truppen im Kampf gegen Japan nach Korea. Im Norden der Koreanischen Halbinsel installierte die sowjetische Besatzungsmacht, wie in den osteuropäischen Staaten, ein politisches System nach Vorbild der Sowjetunion unter Stalin. So hatten die Bewohner Nordkoreas auch nach Ende der japanischen Fremdherrschaft weiterhin nahezu keine Möglichkeiten, ihre bürgerlichen und politischen Rechte wahrzunehmen.
Durch die Sowjetunion unterstützt, installierte der Staatschef Kim Il-sung in der 1948 gegründeten Demokratischen Volksrepublik Korea ein Führersystem mit einem Personenkult, der mit jenem um Stalin in der Sowjetunion vergleichbar ist. Auch der staatliche Repressionsapparat wurde nach sowjetischem Vorbild aufgebaut. Der Kreml entsandte Berater, die bis zum Ende der 1950er Jahre im nordkoreanischen Innenministerium tätig waren. In den 1950er Jahren begann Kim Il-sung den Kampf gegen seine vermeintlichen Gegner in der Partei und konsolidierte so seine unangefochtene Alleinherrschaft. Das allgegenwärtige Klima des Misstrauens in dieser Zeit, die Hatz auf sogenannte Volksfeinde, verstärkte die Repression gegen die Bevölkerung weiter. Eine ähnliche Wirkung hatte auch der andauernde Konflikt mit dem mit den USA verbündeten Südkorea, der seinen Höhepunkt im Koreakrieg fand. Die nordkoreanische Gesellschaft erfuhr während des Kalten Krieges eine durchgreifende Militarisierung, die zu ständiger Alarmbereitschaft und, damit verbunden, zu einer andauernden Verfolgung vermeintlicher westlicher Agenten führte. Die Bezichtigung der Spionage diente häufig als Vorwand für die Ausschaltung politischer Gegner Kim Il-sungs und seines Sohnes. Eine Besonderheit Nordkoreas war, dass es sich durch geschicktes Lavieren zwischen den kommunistischen Großmächten China und Sowjetunion einem sowjetischen Einfluss in dem Ausmaß, wie er in Osteuropa gegeben war, entziehen konnte. Wichtigste Konsequenz hieraus in Bezug auf die Menschenrechte ist, dass das nordkoreanische Regime sich dem Bruch mit dem Stalinismus und der folgenden Milderung der übrigen realsozialistischen totalitären Systeme verweigerte. Die auf Isolation ausgerichtete Politik des Regimes verhinderte auch ein Übergreifen der Demokratiebewegungen des Jahres 1989.

## Menschenrechtsverletzungen

### Staatliche Diskriminierung als „politisch unzuverlässig“ eingestufter Bürger
Es wurde mehrfach berichtet, dass die Bevölkerung Nordkoreas durch die Staatsführung in ein dreigliedriges Kastensystem eingeteilt wurde. Dieses richtet sich nach der potenziellen Gegnerschaft gegenüber dem Regime. Es wurde Ende der 1950er Jahre nach dem Vorbild eines Systems eingeführt, das in der Volksrepublik China unter Mao Zedong existierte. Die drei Gruppen des Systems sind „freundlich gesinnte Kräfte“, „neutrale Kräfte“ und, als unterste Klasse, „feindlich gesinnte Kräfte“. Zu letzteren zählen Angehörige von Nordkoreanern, die nach Südkorea übergelaufen sind, Unternehmer und Geistliche aus vorsozialistischer Zeit, ehemalige Angestellte der japanischen Kolonialbehörden, (ehemalige) Häftlinge, parteiinterne Gegner von Kim Il-sung sowie deren Familien. Zur bevorzugten Klasse der „freundlich gesinnten Kräfte“ gehören Parteikader und ihre Familien sowie Familien von Gefallenen des Kampfes gegen die Japaner und des Koreakrieges.
Angehörigen der untersten Klasse ist es seit Ende der 1950er Jahre verboten, sich in größeren Städten und in der Nähe der Staatsgrenze und der Küsten aufzuhalten. Es wurde auch berichtet, dass diese Gruppe seit der drastischen Verschärfung der Versorgungslage in den 1990er Jahren keine Lebensmittelkarten oder sonstige Zuwendungen des sozialistischen „Versorgungsstaates“ mehr erhält.

### Einschränkung der Meinungsfreiheit
Das stalinistische System mit seinem Personenkult bringt es mit sich, dass jegliche Abweichung von der quasi-religiösen Verehrung der politischen Führer Kim Il-sung, Kim Jong-il und Kim Jong-un bestraft wird. Bereits ein unachtsamer Umgang mit dem Porträt einer der Führungspersönlichkeiten kann strafrechtliche Konsequenzen haben, sowie jegliche Äußerung einer Meinung, die nicht mit der Linie der herrschenden Partei der Arbeit Koreas vereinbar ist oder gar deren Führungsanspruch infrage stellt.

### Einschränkung der Informationsfreiheit
Den Einwohnern Nordkoreas ist es nicht erlaubt, andere als die staatlichen nordkoreanischen Medien, die von der staatlichen Propaganda durchdrungen sind, zu nutzen. Das Hören ausländischer Rundfunksender etwa wird hart bestraft. Ein Beispiel dafür ist der Journalist Kang Chol-hwan, welcher noch rechtzeitig aus Nordkorea flüchten konnte, wobei staatliche Organe dieser Straftat auf der Spur waren. Die Nutzung des mobilen Internets ist für Nordkoreaner strafbar.

### Einschränkung der Glaubensfreiheit
In der Verfassung der Demokratischen Volksrepublik Korea ist das Recht auf freie Religionsausübung festgeschrieben. Dies gilt mit der Einschränkung, dass sich Religion nicht in politische Angelegenheiten einmischen dürfe. Offiziellen Angaben zufolge gehöre eine Minderheit von etwa 0,2 % der Bevölkerung Religionsgemeinschaften an, meist dem Buddhismus oder dem Christentum. Während der Buddhismus als ein kulturelles Erbe des Landes in gewisser Weise geachtet wird, gilt das Verhältnis zum Christentum als belastet. Die Regierung bringt den christlichen Glauben mit politischen Aktivisten, die von den USA und Südkorea beeinflusst sind, in Zusammenhang. Menschenrechtsorganisationen zufolge zählt Nordkorea zu den Ländern, in denen Christen am stärksten verfolgt werden. Es gibt zahlreiche Berichte darüber, dass Menschen aufgrund ihres christlichen Glaubens in Lagern interniert, gefoltert oder hingerichtet wurden. Es wird sogar über mehrere öffentliche Hinrichtungen von Christen berichtet. So soll beispielsweise die Christin Ri Hyon-ok am 16. Juni 2009 in Ryongchŏn wegen Bibelverbreitung öffentlich hingerichtet worden sein, während ihr Ehemann und ihre drei Kinder in das Konzentrationslager Haengyŏng deportiert wurden. Die Hinrichtung erfolgte allerdings in Zusammenhang mit vorgeworfener Spionagetätigkeit für die USA und Südkorea, sowie der Beihilfe zu Republikflucht.
Zwischen 1949 und 1952 unter der Herrschaft Kim Il-sungs und im Verlauf des Koreakrieges wurden alle Kirchen zerstört, die meisten Priester und Mönche wurden hingerichtet oder starben in nordkoreanischen Internierungslagern. Das Martyrium der Benediktinermönche in der ehemaligen Abtei Tokwon ist beispielhaft dokumentiert, da für sie der Prozess der Seligsprechung eingeleitet wurde. Seitdem gibt es in Nordkorea keine Priester und keine christlichen Gemeinden mehr. Einen Kontrast, dessen tatsächliche Relevanz in der westlichen Welt nicht geklärt ist, bilden die in Pjöngjang errichteten Gotteshäuser. Seit 1988 wurden vier Kirchen mit ausländischen Spendengeldern errichtet, die vermutlich lediglich den Anschein von Religionsfreiheit erwecken sollen, tatsächlich aber vor allem ausländischen Besuchern vorgeführt werden. Unter dem Einfluss des sich der Kirche immer stärker zuwendenden Russlands ist im Jahr 2006 in Pjöngjang auch eine russisch-orthodoxe Kirche erbaut worden. Offiziell wird das Christentum in Nordkorea durch die „Koreanische Christliche Vereinigung“ repräsentiert.

### Einschränkung der Bewegungsfreiheit
Basierend auf dem „Songbun“-System wird nordkoreanischen Bürgern ihre Bewegungsfreiheit entzogen, sodass ihnen nicht erlaubt wird weder innerhalb oder außerhalb des Landes ohne die Erlaubnis des Staates zu reisen. Der Wohnort wird vom Staat willkürlich und ohne einen standardisierten oder durchsichtigen Prozess oder Kriterien zugeteilt. Das Grundprinzip dieses Systems strebt an, Leute mit einem niedrigeren „Songbun“ schlechten Lebensbedingungen zu unterwerfen, um Pjöngjangs Darstellung als „reine“ Stadt zu behalten, indem Einwohner auf physischer und sozioökonomischen Basis abgesondert werden: So ist bekannt, dass es „politisch unzuverlässigen“ Bürgern untersagt ist, sich etwa in Pjöngjang anzusiedeln. Laut einiger Medienberichte soll diese Einschränkung ebenso für Menschen mit einer sichtbaren Körperbehinderung gelten. Dies wiederum verhindert, dass eine Zivilgesellschaft gebildet wird, die das Potenzial hätte, die Autorität des Staates herauszufordern. Es ist außerdem verboten, ohne die Befugnis des Staates durch andere Provinzen, Städte und andere Länder zu reisen. Diejenigen, die nach China oder in andere Länder zu fliehen versuchen, werden Berichten zufolge in die DVRK zurückgeführt und mit brutalen, rechtswidrigen und ungerechtfertigten Maßnahmen bestraft, wie zum Beispiel mit Foltermethoden, einer willkürlich verlängerten Festnahme, sexueller Gewalt und, in den Fällen von schwangeren Frauen, mit erzwungenen Schwangerschaftsabbrüchen und Kindesmord, wie der Menschenrechtsrat der Vereinten Nationen berichtet. Außerdem hat die DVRK Berichten zufolge wiederholt ihre Verpflichtung die Rechte derjenigen Staatsbürger, die familiäre Verbindungen mit südkoreanischen Bürgern haben, zu wahren missachtet, indem jegliche Treffen ohne Grund untersagt werden. Deshalb gelten diese Verfahren als unmenschlich und grausam, vor allem wenn man das vorangeschrittene Alter dieser Betroffenen bedenkt. Unter der umfassenden Überwachung und Grenzkontrollen des Staates werden Bürger der DVRK daran gehindert, ein soziales Aufsteigen und somit besserer Lebensgrundlagen zu bestreben, die meist ungerechtfertigterweise nur Bürgern in höheren gesellschaftlichen Schichten gewährleistet wird.

### Folter
Ehemalige Insassen von Gefängnissen und Straflagern berichten von der allgemeinen Verbreitung von Foltermethoden im nordkoreanischen Strafvollzugssystem. In der DVRK setzt der Staat durch die zentralisierte Koordinierung zwischen dem offiziellen Sicherheitsapparat, dem Staatssicherheitsdienst (SSD) und dem Ministerium für Volkssicherheit (MPS), willkürliche Verhaftungen, Folter, Hinrichtungen und Gefangenenlager ein, um Angst zu verbreiten und die Bürger davon abzuhalten, Straftaten oder insbesondere „staatsfeindliche“ Handlungen zu begehen, die die Autorität und das öffentliche Ansehen des Staates in Frage stellen könnten. Obwohl das Recht auf Leben, persönliche Freiheit, ein faires Verfahren und ein anschließendes Gerichtsverfahren in der Verfassung der Demokratischen Volksrepublik Korea und in der jüngsten Reform des Strafgesetzbuchs von 2004 sowie in den Ergänzungen zum Strafgesetzbuch teilweise garantiert sind, werden Bürger immer noch häufig verhaftet und inhaftiert, ohne dass sie über die gegen sie erhobenen Anschuldigungen informiert werden, von ihren Familienangehörigen oder Verwandten ferngehalten, willkürlich mit rechtswidrigen und unmenschlichen Methoden gefoltert und sowohl öffentlich als auch heimlich und zuweilen ohne rechtfertigenden Grund hingerichtet. Von allen Anklagepunkten werden Gefangene, die politischer Verbrechen beschuldigt werden, am härtesten bestraft, was Berichten zufolge harte Arbeit, erzwungenen Hunger, sexuelle Gewalt und andere Taktiken beinhaltet, die darauf abzielen, den physischen und psychischen Zustand der Gefangenen in höchstem Maße zu terrorisieren. Je nach Art der Anklagepunkte können die Bestrafung und der Strafvollzug in den verschiedenen Arten von Gefangenenlagern, nämlich den politischen Gefangenenlagern (kwanliso), den gewöhnlichen Gefangenenlagern (kyohwaso) und den Kurzzeit-Zwangsarbeitslagern (rodongdanryundae), in Bezug auf Intensität, Dauer und Umfang variieren. Sie alle entsprechen jedoch nicht dem internationalen Standard und verstoßen eindeutig gegen das Recht der Bürger der DVRK auf Leben, auf Freiheit von Folter und grausamer, unmenschlicher oder erniedrigender Behandlung, auf Freiheit und Sicherheit der Person, auf menschenwürdige Behandlung der Gefangenen und auf ein faires Verfahren, wie sie in den Artikeln 6, 7, 9, 10 und 14 des Internationalen Pakts über bürgerliche und politische Rechte (UN-Menschenrechtsrat, 1976) verankert sind.

### Todesstrafe
Gemäß Artikel 27 des Strafgesetzbuches der DVRK ist die Todesstrafe noch immer erlaubt und wird auch in vielen dokumentierten Fällen angewandt, die weit über das „schwerwiegendste Verbrechen“ gehen, zu dem sich Artikel 6 des ICCPR hinsichtlich der Anwendung der Todesstrafe limitiert, laut der 2014 Sitzung des Menschenrechtsrates der Vereinten Nationen. Die Konzeptualisierung der „schwerwiegenden Anklagepunkte“, die die Todesstrafe unter dem DVFK Strafgesetzbuch rechtfertigt, ist außerdem vage und zu großräumig, so dass sie leicht von Beamten missbraucht wird, um die Ausübung des Rechts auf Leben der Einwohner einzuschränken. Obwohl die nordkoreanische Regierung die Anwendung der Todesstrafe zugibt, so stimmt die offizielle Anzahl an Hinrichtungen nicht mit der der Überlaufenden und Zeugen überein, die eine weitaus höhere Ziffer und einen breiteren Umfang der Todesstrafe bezeugen. Sie ist so üblich in den Leben der Einwohner der DVRK als Mittel, um Angst hervorzurufen und um die Bewohner davon abzuschrecken, sich gegen den Staat und den Absolutismus des Regimes aufzulehnen, dass mittlerweile fast jeder Zeuge einer öffentlichen Hinrichtung geworden ist. Laut der Zeugenaussagen der Überlaufenden werden öffentliche Hinrichtungen normalerweise von Erschießungskommandos oder in manchen Fällen Maschinengewehren durchgeführt, um den terrorisierenden Effekt auf die Beobachtenden zu maximieren. Die Menschenrechtsorganisation PSCORE führt auf, wie jeder Bürger, der im Umfeld der Hinrichtungsstätte wohnt, so auch Kinder und Verwandte der Opfer, gezwungen wird, sich die Hinrichtungen anzuschauen, was oftmals zu Traumata von klein an führt. Laut Berichten kommen öffentliche Hinrichtungen häufiger in Zeiten von gesellschaftlichem Aufruhr vor, wenn die Leute angespornt werden, zum Überleben Gesetze zu brechen, so dass der Staat härtere Bestrafungsmethoden vollstreckt, um die Bürger zu unterdrücken. Während der großen Hungersnot in 1990 zum Beispiel konnte man sogar durch Kleinkriminalität, wie Kabeldiebstahl oder die Tötung von Vieh, zum Erschießungskommando gesandt werden, laut Zeugenberichten des Menschenrechtsrates der UN in 2014. Obwohl die DVRK die Existenz dieser unmenschlichen Tätigkeit verleugnet, werden öffentliche Hinrichtungen immer noch fortwährend von dem Staat eingesetzt, vor allem in Fällen, die politische Vergehen involvieren. Menschenrechtsorganisationen haben Zeugenaussagen zu insgesamt 1193 Hinrichtungen in Nordkorea gesammelt und dokumentiert, wobei behauptet wird, die Dunkelziffer sei weitaus höher. Für die Zeit von 2000 bis 2013 wurden vom staatlich finanzierten Korean Institute for National Unification 1382 öffentliche Hinrichtungen gezählt. Der jährliche Spitzenwert wurde demnach 2009 mit 160 Exekutionen erreicht, seitens Nordkorea wurde 2009 eine Hinrichtung verlautbart. 2014 wurden zwei weitere Hinrichtungen gemeldet.

### Menschenversuche
Mehrere nordkoreanische Flüchtlinge, aber auch Mitarbeiter internationaler Organisationen berichten davon, dass in Nordkorea systematisch neue Waffen, darunter chemische und biologische Waffen an Lagerhäftlingen und z. T. minderjährigen Behinderten getestet würden. So würden etwa Gruppen von Menschen in einem geschlossenen Raum Giftgas in tödlicher Dosis ausgesetzt, um dessen Wirksamkeit zu testen. Diese Vorwürfe aus dem Jahr 2009 wurden 2014 und auch 2015 erneut erhoben. 2014 berichtete ein Mann, der bei einem Unfall eine Hand und einen Fuß verloren hatte, davon, wie Behinderte in Nordkorea als nicht existierend bezeichnet ohne jede fremde Hilfe im Alltag auskommen müssten. Dies wurde durch einen anderen Flüchtling bestätigt, der von einem Programm berichtete, nach dem behinderte Kinder den Eltern abgekauft würden, mit dem Versprechen, sich um sie zu kümmern, wobei man sie in Wahrheit als Testobjekte für Versuche mit Anthrax sowie chemischen Waffen missbrauche. Im Juli 2015 erklärte ein Flüchtling, der sich nach unbestätigten Berichten in Finnland aufhalten soll, dass er in einer Forschungseinrichtung in Ganggye gearbeitet habe, und dass er bei seiner Flucht große Mengen an Daten mitgenommen habe, die die Menschenversuche belegen können. Diese Daten wollte er dem Europäischen Parlament vorlegen.

## Das System der Straflager
Das nordkoreanische Strafvollzugssystem mit seinen Straflagern und Gefängnissen gliedert sich in zwei Teile: die Internierungslager für politische Gefangene (koreanisch Kwan-li-so) und die Umerziehungslager (koreanisch Kyo-hwa-so).

### Internierungslager für politische Gefangene
Die Straflager, in denen politischer Vergehen beschuldigte oder politisch unzuverlässige Personen interniert sind, werden vom Staatssicherheitsministerium betrieben. Für politische Gefangene gilt das Prinzip der Sippenhaftung. Sie werden zusammen mit ihren Eltern, Kindern und Geschwistern, zuweilen sogar Großeltern und Enkeln ohne Gerichtsverfahren und Verurteilung abgeholt und in die Straflager deportiert, wo sie in der Regel den Rest ihres Lebens interniert bleiben.
Die Straflager befinden sich in der Mitte und im Nordosten des Landes. Sie bestehen aus zahlreichen Strafkolonien in abgelegenen und isolierten Bergtälern. Die Gesamtzahl der Gefangenen wurde 2011 auf etwa 200.000 geschätzt. Die Lager Yodŏk und Pukch'ang sind in zwei Bereiche aufgeteilt: In einem Teil leben die lebenslang internierten politischen Gefangenen, in dem anderen Teil leben ähnlich wie in den Umerziehungslagern die zu langjährigen Haftstrafen verurteilten Gefangenen mit der Hoffnung auf mögliche Entlassung.
Den Gefangenen wird Zwangsarbeit auferlegt, meist in Bergwerken oder der Landwirtschaft. Unterernährung, Arbeitspensum und fehlende medizinische Betreuung führen zum Tod zahlreicher Gefangener. Zudem weisen viele durch Arbeitsunfälle, Erfrierungen oder Folter herbeigeführte Verstümmelungen auf. Innerhalb des Lagers herrscht ein von Willkür geprägtes Bestrafungssystem. Zu langsames Arbeiten und Ungehorsam werden meist mit Misshandlungen und Folter bestraft, Diebstahl, auch von Lebensmitteln, oder Fluchtversuche mit öffentlichen Hinrichtungen.
Von ursprünglich über zwölf Straflagern wurden einige zusammengelegt und geschlossen. Darunter das Internierungslager Onsŏng, Kwan-li-so Nr. 12, nachdem ein Aufstand mit zirka 5000 Toten im Jahre 1987 niedergeschlagen wurde. Um 2009 existierten in Nordkorea vermutlich die folgenden sechs Straflager. Deren Größe wurde aufgrund von Satellitenbildern ermittelt, die Anzahl an Gefangenen von ehemaligen Gefangenen geschätzt.
| Straflager                   | Offizieller Name  | Größe    | Gefangene |
| Internierungslager Kaech’ŏn  | Kwan-li-so Nr. 14 | 155 km²  | 15.000    |
| Internierungslager Yodŏk     | Kwan-li-so Nr. 15 | 378 km²  | 46.500    |
| Internierungslager Hwasŏng   | Kwan-li-so Nr. 16 | 549 km²  | 10.000    |
| Internierungslager Pukch’ang | Kwan-li-so Nr. 18 | 73 km²   | 50.000    |
| Internierungslager Haengyŏng | Kwan-li-so Nr. 22 | 225 km²  | 50.000    |
| Internierungslager Ch’ŏngjin | Kwan-li-so Nr. 25 | 0,25 km² | > 3.000   |

Ein ehemaliger Insasse des Straflagers Nr. 15 Yodŏk ist der südkoreanische Journalist Kang Chol-hwan, der ein Buch über seine Zeit im Lager verfasste. Das Schicksal eines geflohenen Sträflings von Straflager Nr. 14 Kaech'ŏn, Shin Dong-hyuk, ist ebenfalls Gegenstand eines Buches, das auch verfilmt wurde.
2013 untersuchten die Vereinten Nationen erstmals die Straflager in Nordkorea. Es wurden andauernder Hunger und Folter dokumentiert. Die nordkoreanische Regierung warf der UNO Fälschungen und Umsturzversuche vor.

### Umerziehungslager
Die Umerziehungslager für Kriminelle im konventionellen Sinn werden vom Innenministerium betrieben. Der Übergang zwischen gewöhnlichen Verbrechen und politischen Verbrechen ist fließend, da Menschen, die sich bei der Parteiführung auf irgendeine Weise unbeliebt gemacht haben, häufig aufgrund falscher Anschuldigungen denunziert werden. Sie werden dann in Untersuchungsgefängnissen durch brutale Folter (Lee Soon-ok z. B. musste in Ch’ŏngjin immer wieder bei Frost mit Wasser überschüttet eine Stunde niederknien mit anderen Gefangenen, von denen sechs nicht überlebten) zu Geständnissen gezwungen und in einem kurzen Schauprozess zu langjährigen Haftstrafen verurteilt. In Nordkorea sind politische Verbrechen sehr weit gefasst, sie reichen von Republikflucht bis zu jeglicher Störung der Staatsordnung und werden streng bestraft. Wegen der schlechten Haftbedingungen, Hunger und Folter überlebt ein großer Teil der Gefangenen ihre Haftstrafen nicht.
Die Umerziehungslager sind meist große, von hohen Mauern umgebene Gefängniskomplexe. Die Situation der Gefangenen unterscheidet sich wenig von der in den Lagern für politische Gefangene. Sie müssen in gefängniseigenen Werkstätten harte Sklavenarbeit verrichten und wenn sie die Vorgaben nicht erfüllen, werden sie gefoltert und (zumindest im Umerziehungslager Kae’chŏn) tagelang in eine Strafzelle gesperrt, die so klein ist, dass man weder stehen noch ausgestreckt liegen kann. Ein Unterschied zu den Internierungslagern ist, dass die Gefangenen nach der Arbeit noch ideologisch unterwiesen werden und z. B. Reden von Kim Il-sung und Kim Jong-il auswendig lernen und sich Ritualen von Kritik und Selbstkritik unterziehen müssen. Viele Insassen der Umerziehungslager haben sich Vergehen schuldig gemacht, die auch in anderen Staaten der Welt strafbar sind, häufig wurden diese aber aus wirtschaftlicher Not heraus begangen, z. B. Diebstahl von Lebensmitteln, Schmuggel oder unerlaubter Handel.
Es gibt in Nordkorea etwa 15–20 Umerziehungslager.
Außer zum Umerziehungslager Nr. 1 Kae’chŏn (ca. 6000 Gefangene) gibt es auch zu einigen anderen Lagern Zeugenaussagen von ehemaligen Gefangenen, z. B. zu Umerziehungslager Nr. 12 Chŏn’gŏri (ca. 2000 Gefangene), Umerziehungslager Nr. 77 Tanch’ŏn (ca. 7000 Gefangene), Umerziehungslager Nr. 22 Oro (ca. 1000 Gefangene), Umerziehungslager Nr. 4 Kangdong (ca. 7000 Gefangene).
Eine ehemalige Insassin des Umerziehungslagers Kae’chŏn ist die südkoreanische Menschenrechtlerin Lee Soon-ok.

## Staatliche Propaganda

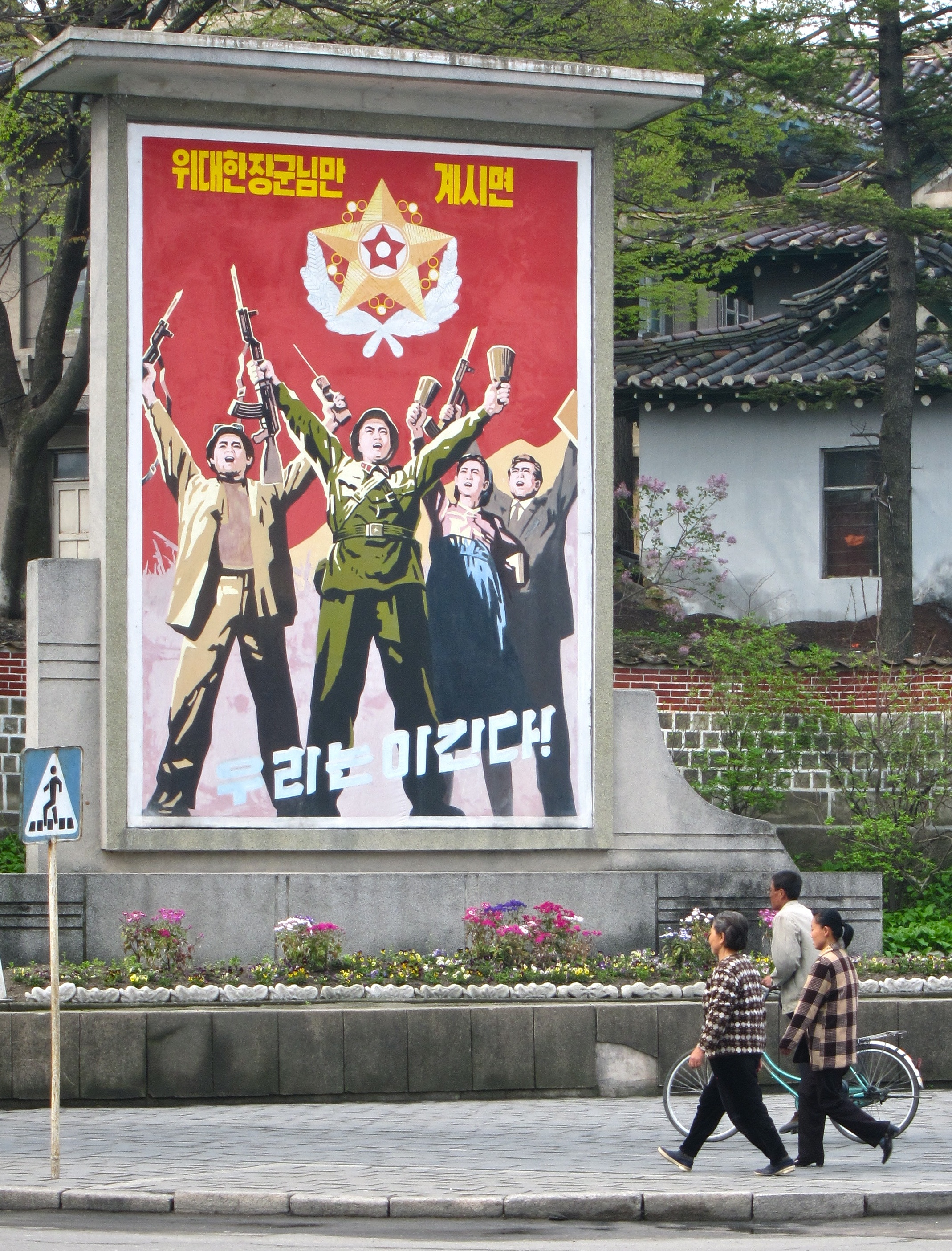
Propagandaplakat in Kaesŏng

Wie in anderen Diktaturen werden die Menschenrechtsverletzungen durch die nordkoreanische Staatsführung geleugnet, und es existiert eine Reihe von Institutionen, die vor allem gegenüber dem Ausland den Eindruck erwecken sollen, Nordkorea sei eine demokratische, pluralistische Gesellschaft. So gibt es ein Parlament (die Oberste Volksversammlung) mit verschiedenen Parteien (neben der herrschenden Partei der Arbeit Koreas sind dies die Koreanische Sozialdemokratische Partei und die Chondoistische Ch’ŏngu-Partei, die aber nach Berichten über keine regionalen Gliederungen verfügen). Außerdem gibt es buddhistische Tempel und christliche Kirchen, die vermutlich dem Zweck dienen, den Anschein von Religionsfreiheit zu erwecken. So wurde die Bonsoo-Kirche in Pjöngjang eigens 1989 zu den Weltfestspielen der Jugend und Studenten errichtet, zu denen viele ausländische Besucher erwartet wurden.
Ausländische Besucher und Journalisten dürfen bis auf wenige Ausnahmen nur die Hauptstadt Pjöngjang und ausgewählte, zu Propagandazwecken dienende Orte unter strenger Bewachung besuchen.
Der seinerzeitige nordkoreanische Außenminister Ri Su-yong erklärte am 1. März 2016, dass Nordkorea in Zukunft an keiner Sitzung des Menschenrechtsrates der Vereinten Nationen mehr teilnehmen werde, in der es um die Situation in Nordkorea gehe. Beschlüsse des Gremiums bezüglich Nordkorea wolle das Land in Zukunft nicht als bedeutungsvoll anerkennen.
Ri warf den USA, Japan und Südkorea vor, dass sie Agenten nach Nordkorea schicken würden, um dort, wie er sagte, „Kriminelle“ als Überläufer anzuwerben, die nach ihrer Flucht für Geld unbegründete und haltlose Berichte über das Land produzierten.

## Ausländische Gefangene

### Südkoreanische Gefangene nach dem Koreakrieg
Laut BBC gab es nach dem Koreakrieg etwa 50.000 südkoreanische Kriegsgefangene in Nordkorea. Ehemalige, geflüchtete südkoreanische Kriegsgefangene berichteten der BBC und der Menschenrechtsorganisation Citizens' Alliance for North Korean Human Rights, dass sie in den Lagern kaum Essen bekommen haben, aber dazu angeregt worden seien, zu heiraten und Kinder zu bekommen. Den Kriegsgefangenen wurde die nordkoreanische Staatsbürgerschaft zuerkannt, sie wurden aber weiter als Arbeitssklaven in Lagern gehalten. Die Kinder sollen dann ebenfalls in den Minen zur Arbeit gezwungen worden sein – einige waren Schilderungen zufolge nur sieben Jahre alt.

### Ausländische Gefangene anderer Nationalitäten
In Nordkorea kam es auch immer wieder zu Festnahmen von nichtkoreanischen Ausländern. Der erste Fall war Alí Lameda, ein venezolanischer Autor und Mitglied der Kommunistischen Partei Venezuelas. Lameda kam 1966 auf Einladung der Regierung nach Nordkorea und sollte Werke Kim Il-sungs ins Spanische übersetzen. Im September 1967 wurde er unter der Anschuldigung, ein „imperialistischer Spion“ zu sein, zu 20 Jahren Straflager verurteilt. Für seine Freilassung setzten sich die venezolanische Regierung und der rumänische Präsident Nicolae Ceaușescu ein. Nach sieben Jahren Gefangenschaft wurde Lameda 1974 entlassen und konnte das Land verlassen. Zeitgleich zu Lameda wurde der französische Linguist Jacques Sédillot, der ebenfalls in Pjöngjang als Übersetzer arbeitete, verhaftet und zu einer Lagerstrafe verurteilt. Sédillot wurde Ende 1975 freigelassen, starb aber in Pjöngjang, bevor er nach Frankreich ausreisen konnte. 
Der bekannteste Fall war Otto Warmbier. Er wurde des Diebstahls eines Propagandaplakats beschuldigt, zu 15 Jahren Arbeitslager verurteilt und nach 529 Tagen im Wachkoma liegend freigelassen. Er verstarb wenige Tage später in den USA.
Die meisten Festgenommenen waren US-amerikanische Staatsbürger, aber auch mehrere Südkoreaner, ein Australier und ein Kanadier mit südkoreanischem Migrationshintergrund.
Nachdem anlässlich der Vorbereitung des Gipfeltreffens zwischen Donald Trump und Kim Jong-un die letzten US-Staatsbürger freigelassen wurden, waren im Juni 2018 noch vier Südkoreaner in Haft:
- Pastor Kim Jung Wook (in Nordkorea übliche Transkription: Kim Jong Uk), im Oktober 2013 festgenommen und wegen angeblicher „Aktivitäten als südkoreanischer Agent“ verurteilt. Es wird vermutet, dass ihm eine Falle gestellt wurde, nachdem nordkoreanische Flüchtlinge in China, um die er sich kümmerte, von den Behörden entdeckt und nach Nordkorea abgeschoben worden waren.[67]
- Kim Kook Kie, verhaftet im Juni 2015, verurteilt wegen „Spionagetätigkeit gegen die DVRK unter Kontrolle der US-Regierung und des Marionettenregimes in Südkorea“
- Choi Chun Kil, verhaftet im Juni 2015, verurteilt wegen „Spionagetätigkeit gegen die DVRK unter Kontrolle der US-Regierung und des Marionettenregimes in Südkorea“
- Ko Hyon Chol, verhaftet Juli 2016, verurteilt wegen „Entführung von Waisenkindern“

Die Anklagen gegen die beiden Kims sowie gegen Choi zählen zur üblichen Propaganda bei politisch motivierten Verurteilungen, zu denen in Nordkorea auch Verurteilungen wegen religiöser Tätigkeit zählen, die wohl der Grund für die Festnahmen von Kim Kook Gie und Choi Chun Kil sind. Im Fall von Ko ist nicht klar, inwiefern die Vorwürfe zutreffen.
Außerdem hat Nordkorea Ausländer entführt, insbesondere Japaner, die dann nordkoreanischen Spionen Japanischunterricht geben mussten. Japan besteht darauf, dass sämtliche so Entführte wieder nach Japan zurückkehren dürfen.

## Internationale Ermittlungen
Im Februar 2014 warf eine Untersuchungskommission der Vereinten Nationen Nordkorea Verbrechen gegen die Menschlichkeit vor. Etliche dieser Verbrechen seien gegen eine verhungernde Bevölkerung verübt worden; hierzu hätten einjährige Ermittlungen Beweise erbracht. Auch sei es zu Entführungen von Menschen aus Japan und Südkorea gekommen. Der Internationale Strafgerichtshof in Den Haag solle mit der Aufarbeitung der Schuldfrage betraut werden. Die Vertretung Nordkoreas bei den Vereinten Nationen in New York bezeichnete die Beschuldigungen als haltlos und erklärte, sie werde diese niemals akzeptieren.
Im November 2014 verglich der UN-Sonderberichterstatter Marzuki Darusman die Menschenrechtsverletzungen in Nordkorea mit Verbrechen in der Zeit des Nationalsozialismus. Es gebe ausreichend Beweise für eine Anklage Kim Jong-uns vor dem Internationalen Strafgerichtshof. Im Januar 2016 ersuchte Darusman die UN darum, Kim offiziell darüber zu informieren, dass gegen ihn entsprechend dem Bericht vom November 2014 ein Untersuchungsverfahren wegen Verbrechen gegen die Menschlichkeit aufgenommen werden kann.

### Berichte von Nordkoreanern
- Soon Ok Lee: Lasst mich Eure Stimme sein! Sechs Jahre in Nordkoreas Arbeitslagern. Gießen: Brunnen 2005, ISBN 3-7655-3848-5.
  - Auszüge in sueddeutsche.de: Der nordkoreanische Gulag
  - Leseprobe von Lasst mich eure Stimme sein auf IGFM im archiv.org (Memento vom 12. Oktober 2012 im Internet Archive)
- Kang Chol-hwan/Rigoulot, Pierre: Aquariums of Pyongyang. Ten Years in the North Korean Gulag. New York: Basic Books 2001, ISBN 0-465-01101-2.
- Shin Dong-hyuk: Flucht aus Lager 14. ISBN 978-3-421-04570-6.

### Dokumentarfilme
- Camp 14 – Total Control Zone
- Seoul Train
- Children of the Secret State